# Red Bull MotoGP Rookies Cup 2013
Der Red Bull MotoGP Rookies Cup 2013 war der siebente in der Geschichte des FIM-Red Bull MotoGP Rookies Cups.
Es wurden 14 Rennen bei acht Veranstaltungen ausgetragen.

## Punkteverteilung
Meister wurde derjenige Fahrer, der bis zum Saisonende die meisten Punkte in der Meisterschaft gesammelt hatte. Bei der Punkteverteilung wurden die Platzierungen im Gesamtergebnis des jeweiligen Rennens berücksichtigt. Die 15 erstplatzierten Fahrer jedes Rennens erhielten Punkte nach folgendem Schema:
Weltmeister wird derjenige Fahrer beziehungsweise der Hersteller, der bis zum Saisonende die meisten Punkte in der Weltmeisterschaft angesammelt hat. Bei der Punkteverteilung werden die Platzierungen im Gesamtergebnis des jeweiligen Rennens berücksichtigt. Die fünfzehn erstplatzierten Fahrer jedes Rennens erhalten Punkte nach folgendem Schema:
| Punkteverteilung | Punkteverteilung | Punkteverteilung | Punkteverteilung | Punkteverteilung | Punkteverteilung | Punkteverteilung | Punkteverteilung | Punkteverteilung | Punkteverteilung | Punkteverteilung | Punkteverteilung | Punkteverteilung | Punkteverteilung | Punkteverteilung | Punkteverteilung |
| ---------------- | ---------------- | ---------------- | ---------------- | ---------------- | ---------------- | ---------------- | ---------------- | ---------------- | ---------------- | ---------------- | ---------------- | ---------------- | ---------------- | ---------------- | ---------------- |
| Platz            | 1                | 2                | 3                | 4                | 5                | 6                | 7                | 8                | 9                | 10               | 11               | 12               | 13               | 14               | 15               |
| Punkte           | 25               | 20               | 16               | 13               | 11               | 10               | 9                | 8                | 7                | 6                | 5                | 4                | 3                | 2                | 1                |

In die Wertung kamen alle erzielten Resultate.

## Wissenswertes
Zum ersten Mal seit bestehen des Red Bull MotoGP Rookies Cup gab es eine Veranstaltung außerhalb Europas. Im Rahmen des neu im Rennkalender der Motorrad-WM aufgenommenen Grand Prix of The Americas begann hier auch die Saison im Rookies Cup.

## Rennkalender
|   | Lauf | Datum         | Lauf           | Strecke                                                  | Streckenlayout |
| - | ---- | ------------- | -------------- | -------------------------------------------------------- | -------------- |
| 1 | 1    | 20. April     | USA            | Circuit of The Americas (Austin)                         |                |
| 1 | 2    | 21. April     | USA            | Circuit of The Americas (Austin)                         |                |
| 2 | 1    | 4. Mai        | Spanien        | Circuito de Jerez (Jerez de la Frontera)                 |                |
| 2 | 2    | 5. Mai        | Spanien        | Circuito de Jerez (Jerez de la Frontera)                 |                |
| 3 | 1    | 28. Juni      | Niederlande    | TT Circuit Assen (Assen)                                 |                |
| 3 | 2    | 29. Juni      | Niederlande    | TT Circuit Assen (Assen)                                 |                |
| 4 | 1    | 13. Juli      | Deutschland    | Sachsenring (Hohenstein-Ernstthal)                       |                |
| 4 | 2    | 14. Juli      | Deutschland    | Sachsenring (Hohenstein-Ernstthal)                       |                |
| 5 | –    | 24. August    | Tschechien     | Automotodrom Brno (Brünn)                                |                |
| 6 | 1    | 31. August    | Großbritannien | Silverstone Circuit (Silverstone)                        |                |
| 6 | 2    | 1. September  | Großbritannien | Silverstone Circuit (Silverstone)                        |                |
| 7 | –    | 14. September | San Marino     | Misano World Circuit Marco Simoncelli (Misano Adriatico) |                |
| 8 | 1    | 28. September | Aragonien      | Motorland Aragón (Alcañiz)                               |                |
| 8 | 2    | 29. September | Aragonien      | Motorland Aragón (Alcañiz)                               |                |

## Rennergebnisse
|   | Lauf | Datum  | Rennen         | Strecke     | Platz 1         | Platz 2         | Platz 3             | Pole-Position   | Schn. Rennrunde     | Gesamtführender Fahrer |
| - | ---- | ------ | -------------- | ----------- | --------------- | --------------- | ------------------- | --------------- | ------------------- | ---------------------- |
| 1 | 1    | 20.04. | USA            | Austin      | Bradley Ray     | Karel Hanika    | Toprak Razgatlıoğlu | Karel Hanika    | Bradley Ray         | Bradley Ray            |
| 1 | 2    | 21.04. | USA            | Austin      | Karel Hanika    | Manuel Pagliani | Toprak Razgatlıoğlu | Karel Hanika    | Manuel Pagliani     | Karel Hanika           |
| 2 | 1    | 04.05. | Spanien        | Jerez       | Jorge Martín    | Karel Hanika    | Enea Bastianini     | Karel Hanika    | Karel Hanika        | Karel Hanika           |
| 2 | 2    | 05.05. | Spanien        | Jerez       | Enea Bastianini | Karel Hanika    | Stefano Manzi       | Karel Hanika    | Stefano Manzi       | Karel Hanika           |
| 3 | 1    | 28.06. | Niederlande    | Assen       | Karel Hanika    | Jorge Martín    | Marcos Ramírez      | Karel Hanika    | Stefano Manzi       | Karel Hanika           |
| 3 | 2    | 29.06. | Niederlande    | Assen       | Karel Hanika    | Stefano Manzi   | Jorge Martín        | Karel Hanika    | Jorge Martín        | Karel Hanika           |
| 4 | 1    | 13.07. | Deutschland    | Sachsenring | Jorge Martín    | Stefano Manzi   | Scott Deroue        | Jorge Martín    | Toprak Razgatlıoğlu | Karel Hanika           |
| 4 | 2    | 14.07. | Deutschland    | Sachsenring | Karel Hanika    | Manuel Pagliani | Stefano Manzi       | Jorge Martín    | Karel Hanika        | Karel Hanika           |
| 5 | –    | 24.08. | Tschechien     | Brünn       | Karel Hanika    | Manuel Pagliani | Jorge Martín        | Karel Hanika    | Joe Roberts         | Karel Hanika           |
| 6 | 1    | 31.08. | Großbritannien | Silverstone | Karel Hanika    | Diego Pérez     | Marcos Ramírez      | Karel Hanika    | Joe Roberts         | Karel Hanika           |
| 6 | 2    | 01.09. | Großbritannien | Silverstone | Scott Deroue    | Joan Mir        | Marcos Ramírez      | Karel Hanika    | Joan Mir            | Karel Hanika           |
| 7 | –    | 14.09. | San Marino     | Misano      | Manuel Pagliani | Stefano Manzi   | Marcos Ramírez      | Enea Bastianini | Marcos Ramírez      | Karel Hanika           |
| 8 | 1    | 28.09. | Aragonien      | Aragón      | Karel Hanika    | Scott Deroue    | Stefano Manzi       | Karel Hanika    | Joan Mir            | Karel Hanika           |
| 8 | 2    | 29.09. | Aragonien      | Aragón      | Enea Bastianini | Stefano Manzi   | Marcos Ramírez      | Karel Hanika    | Jorge Martín        | Karel Hanika           |

## Fahrerwertung
| Pos. | Fahrer              | Vereinigte Staaten | Vereinigte Staaten | Spanien | Spanien | Niederlande | Niederlande | Deutschland | Deutschland | Tschechien | Vereinigtes Konigreich | Vereinigtes Konigreich | San Marino | Aragonien | Aragonien | Gesamt |
| Pos. | Fahrer              | L1                 | L2                 | L1      | L2      | L1          | L2          | L1          | L2          | Tschechien | L1                     | L2                     | San Marino | L1        | L2        | Gesamt |
| ---- | ------------------- | ------------------ | ------------------ | ------- | ------- | ----------- | ----------- | ----------- | ----------- | ---------- | ---------------------- | ---------------------- | ---------- | --------- | --------- | ------ |
| 1    | Karel Hanika        | 2                  | 1                  | 2       | 2       | 1           | 1           | NC          | 1           | 1          | 1                      | NC                     | NC         | 1         | NC        | 235    |
| 2    | Jorge Martín        | 7                  | 6                  | 1       | 4       | 2           | 3           | 1           | NC          | 3          | NC                     | 12                     | 9          | 7         | 7         | 163    |
| 3    | Stefano Manzi       | NC                 | 12                 | 5       | 3       | NC          | 2           | 2           | 3           | NC         | 16                     | 5                      | 2          | 3         | 2         | 154    |
| 4    | Enea Bastianini     | 15                 | 9                  | 3       | 1       | 8           | 8           | 7           | 7           | NC         | 4                      | 9                      | 4          | 9         | 1         | 148    |
| 5    | Marcos Ramírez      | 8                  | 13                 | 12      | 8       | 3           | 6           | 9           | 8           | 7          | 3                      | 3                      | 3          | 8         | 3         | 145    |
| 6    | Manuel Pagliani     | 4                  | 2                  | NC      | NC      | 17          | 12          | 4           | 2           | 2          | 7                      | 4                      | 1          | NC        | NC        | 137    |
| 7    | Scott Deroue        | 6                  | 7                  | 9       | 7       | NC          | 4           | 3           | NC          | 6          | NC                     | 1                      | 8          | 2         | NC        | 127    |
| 8    | Diego Pérez         | 5                  | 14                 | 4       | 13      | 6           | 5           | 5           | NC          | 8          | 2                      | 7                      | 11         | 11        | 5         | 119    |
| 9    | Joan Mir            | 9                  | 18                 | 17      | 12      | 10          | 11          | 11          | 4           | 13         | 5                      | 2                      | 6          | 4         | 6         | 107    |
| 10   | Toprak Razgatlıoğlu | 3                  | 3                  | 6       | 5       | NC          | 15          | 6           | 12          | 19         | NC                     | 8                      | 12         | 10        | 4         | 99     |
| 11   | Bradley Ray         | 1                  | 4                  | 8       | 6       | NC          | NC          | 10          | 13          | 9          | NC                     | 11                     | NC         | 6         | 8         | 95     |
| 12   | Soushi Mihara       | 12                 | 16                 | 13      | 9       | 11          | 16          | 8           | 6           | 5          | 6                      | 6                      | 10         | 12        | 10        | 84     |
| 13   | Jordan Weaving      | 20                 | 21                 | 11      | 15      | 4           | 7           | 12          | 9           | 10         | 8                      | 10                     | NC         | 13        | 14        | 64     |
| 14   | Joe Roberts         | NC                 | NC                 | 7       | 10      | 5           | 9           | NC          | 11          | 4          | NC                     | NC                     | 7          | NC        | NC        | 60     |
| 15   | Darryn Binder       | 17                 | 5                  | 10      | NC      | 16          | NC          | 14          | NC          | 12         | NC                     | 16                     | 5          | 5         | NC        | 45     |
| 16   | Olly Simpson        | 16                 | 19                 | NC      |         | 7           | 10          | NC          | 5           |            |                        |                        |            | NC        | 11        | 31     |
| 17   | Corentin Perolari   | 10                 | 8                  | NC      |         | 12          | NC          | NC          | 14          | 14         | NC                     | NC                     | NC         | 14        | 12        | 28     |
| 18   | Aris Michail        | 11                 | 17                 | 16      | 14      | 9           | 13          | 13          | NC          | NC         | 11                     | 14                     | 16         | 17        | NC        | 27     |
| 19   | Lukas Trautmann     | 18                 | 10                 | NC      |         |             |             | 18          | 10          | NC         | 10                     | 13                     | 14         | 15        | 13        | 27     |
| 20   | Tarran Mackenzie    | NC                 | 11                 | NC      | NC      | 15          | 19          | 15          | 15          | 15         | 9                      | 17                     | 19         | 16        | 9         | 23     |
| 21   | Yui Watanabe        | 13                 | NC                 |         |         | 14          | 17          | NC          | NC          | 11         | 12                     | 15                     | 15         | 18        | 17        | 16     |
| 22   | Mario Tocca         | 21                 | 22                 | 14      | 11      | 13          | 20          | 19          | NC          | 17         | 14                     | 19                     | 18         | 20        | 15        | 13     |
| 23   | Anthony Alonso      | 14                 | 15                 | 15      | NC      | 18          | 14          | 16          | 16          | 16         | 15                     | 18                     | 13         | 19        | NC        | 10     |
| 24   | Felix Nässi         | 19                 | 20                 | NC      | 16      | 19          | 18          | 17          | 17          | 18         | 13                     | NC                     | 17         | 21        | 16        | 3      |

| Farbe         | Bedeutung                               |
| ------------- | --------------------------------------- |
| Gold          | Sieger                                  |
| Silber        | 2. Platz                                |
| Bronze        | 3. Platz                                |
| Grün          | Platzierung in den Punkten              |
| Blau          | Klassifiziert außerhalb der Punkteränge |
| Violett       | Rennen nicht beendet (DNF)              |
| Violett       | nicht klassifiziert (NC)                |
| Rot           | nicht qualifiziert (DNQ)                |
| Schwarz       | disqualifiziert (DSQ)                   |
| Weiß          | nicht am Start (DNS)                    |
| Weiß          | zurückgezogen (WD)                      |
| Weiß          | Rennen abgesagt (C)                     |
| ohne Farbe    | nicht am Training teilgenommen (DNP)    |
| ohne Farbe    | verletzt oder krank (INJ)               |
| ohne Farbe    | ausgeschlossen (EX)                     |
| ohne Farbe    | nicht erschienen (DNA)                  |
| fett          | Pole-Position                           |
| kursiv        | Schnellste Rennrunde                    |
| unterstrichen | WM-Führung                              |
| hochgestellt  | Platzierung im Sprintrennen             |